# Rafel Horrach i Llabrés
Rafel Horrach Llabrés (Costitx, Mallorca, 1955) és un prevere i historiador mallorquí.
Horrach es llicencià en Història amb Premi extraordinari per la Universitat de les Illes Balears (UIB). Ha estat rector a diferents parròquies de Mallorca, responsable de Pastoral Universitària a la UIB i professor de llengua catalana. És autor del llibre de poemes Penombra i oracles per a un temps difícil (1994), amb pròleg de Josep M. Llompart de la Peña, i dels estudis La senyera com a bandera de Mallorca, Els Caps de Bou de Costitx. Les peces més emblemàtiques de la prehistòria balear (2009), La formació del regionalisme catòlic a Mallorca (1840-1915), amb Antoni Marimon i Riutort (2017), Costitx les arrels d'un poble (2022) i d’articles com «El capità Antoni Barceló i Pont de la Terra» (1996), entre d'altres. Ha estat col·laborador dels diaris Última Hora i Diario de Mallorca i promotor de diverses activitats culturals relacionades, principalment, amb la defensa de la llengua i la cultura catalanes. El 2021 fou guardonat amb el premi Josep Maria Llompart dels premis 31 de Desembre de l'Obra Cultural Balear (OCB).